# Leon Osman
Leon Osman (født 17. maj 1981 i Wigan, England) er en engelsk tidligere fodboldspiller, der spillede som midtbanespiller. Han tilbragte størstedelen af sin karriere i Everton og repræsenterede desuden Englands landshold to gange.